# كيغوورث

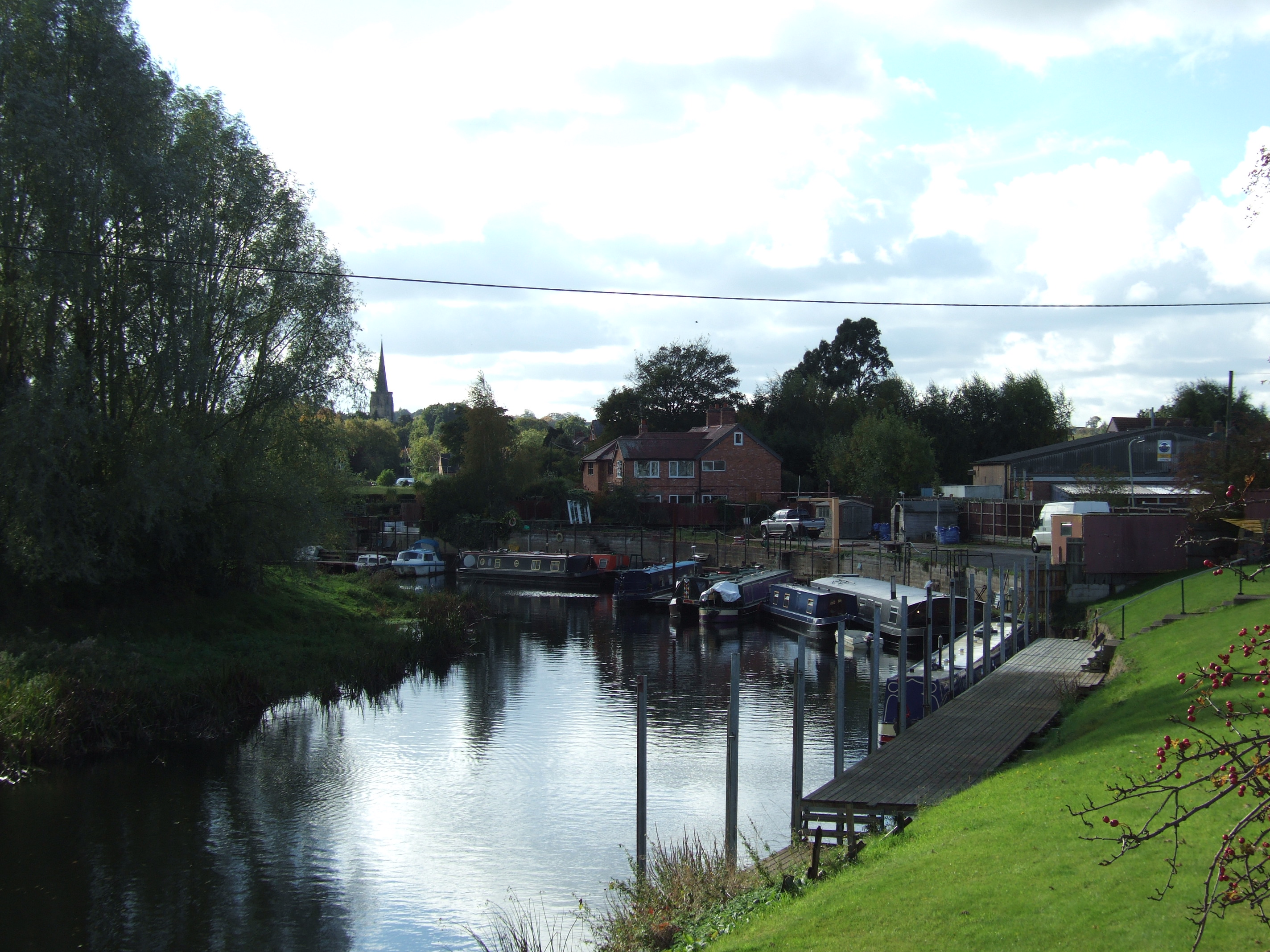
The view from Soar Bridge — the قنالised river is the border between the counties of Leicestershire and Nottinghamshire

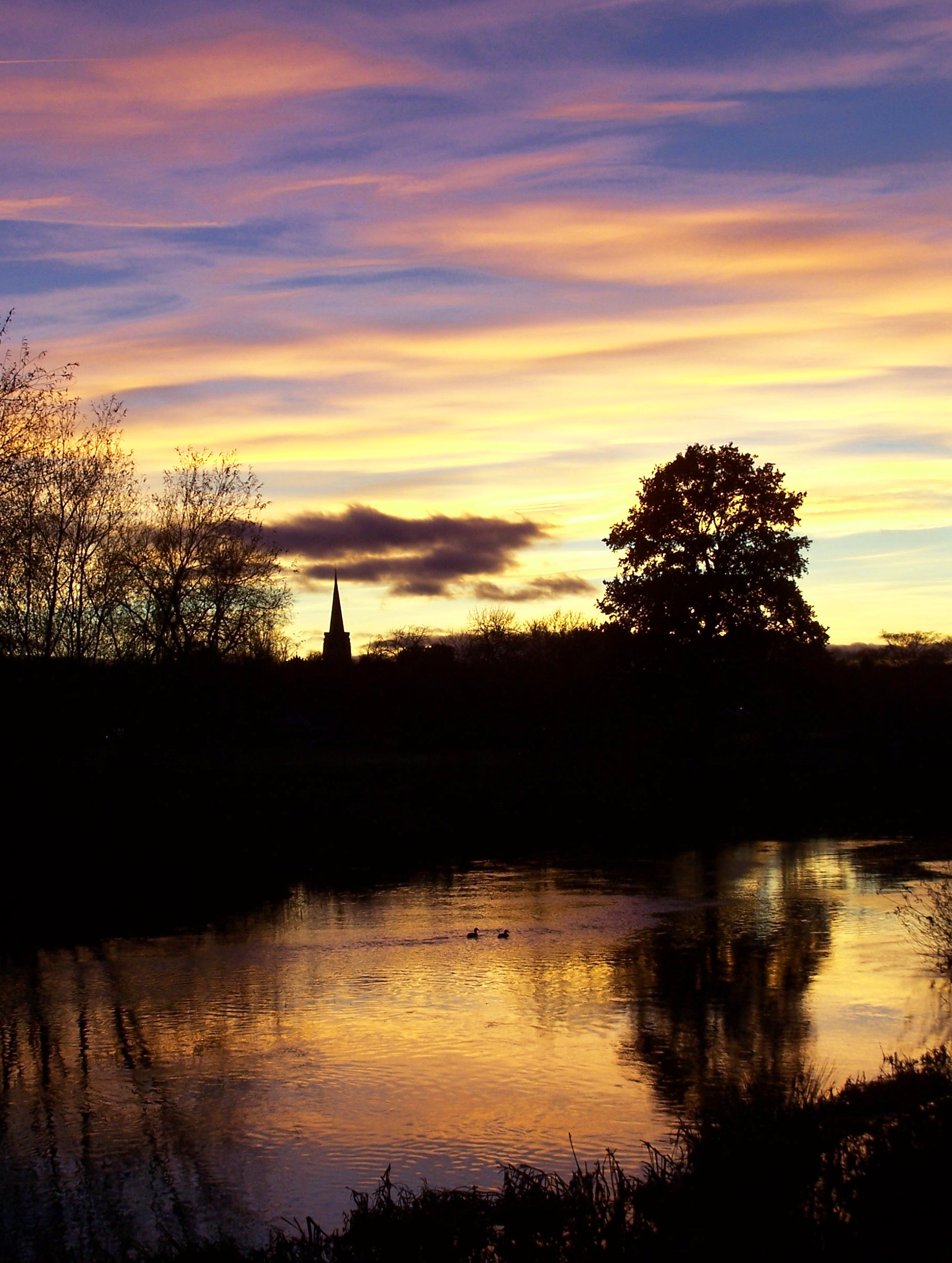
Kegworth sunset from the Soar Bridge

كيغوورث أو كيغرث (بالإنجليزية: Kegworth)‏ قرية كبيرة، وأبرشية مدنية في ليسترشير، انكلترا. بلغ عدد سكانها في تعداد 2011 حوالي 3601. .
القرية تطل على نهر سورت، وهي تقع على طريق إيه6 قرب تقاطع 24 من الطريق السريع إم1 وأيضا قريب من مطار إيست ميدلاندز، والذي شهد حادث تحطم طائرة في عام 1989 قبل مسافة من مدرج المطار في الجانب الشرقي من المطار. وعلى الرغم من أن هذا الحادث كان خارج القرية، الا أن الحادث يعرف باسم كارثة كيغوورث الجوية.

## وصلات خارجية
- village web site
- One Weekend Kegworth
- قالب:Gbmapping

قالب:Towns and Villages of North West Leicestershire